# Goldberg (Familienname)
Goldberg ist ein Familienname.

## Namensträger

### A
- Aaron Goldberg (* 1974), US-amerikanischer Pianist
- Abbie Goldberg, US-amerikanische Psychologin und Hochschullehrerin
- Adam Goldberg (* 1970), US-amerikanischer Schauspieler
- Adam F. Goldberg (* 1976), US-amerikanischer Drehbuchautor und Produzent
- Adele Goldberg (* 1945), US-amerikanische Informatikerin
- Adele Eva Goldberg (* 1963), US-amerikanische Linguistin
- Adolph Goldberg (1860–1938), deutscher Arzt
- Albert Goldberg (1847–1905), deutscher Opernsänger (Bariton) und Opernregisseur
- Albert Goldberg, Geburtsname von Buddy Lester (1915/1917–2002), US-amerikanischer Schauspieler und Komiker
- Alfred L. Goldberg (1942–2023), US-amerikanischer Zellbiologe
- Amos Goldberg (* 1966), israelischer Historiker
- Anatoli Asirowitsch Goldberg (1930–2008), ukrainisch-israelischer Mathematiker
- Andrew Goldberg (Regisseur) (* 1968), US-amerikanischer Regisseur
- Andrew Goldberg (Autor) (* 1978), US-amerikanischer Filmproduzent und Comedy-Autor
- Annette Isabel Goldberg, eigentlicher Name von Isabel Golden (* 1963), deutsche Pornodarstellerin
- Arnold Goldberg (Judaist) (Arnold Maria Goldberg; 1928–1991), deutscher Judaist
- Arnold Goldberg (Mediziner) (* 1929), US-amerikanischer Psychiater
- Arthur Goldberg (1908–1990), US-amerikanischer Politiker
- Arthur A. Goldberg (* 1940), US-amerikanischer Rechtswissenschaftler

### B
- B. Z. Goldberg (Ben Zion Goldberg; * 1963), US-amerikanischer Filmproduzent, Filmregisseur, Drehbuchautor und Dokumentarfilmer
- Barry Goldberg (1942–2025), US-amerikanischer Keyboardspieler
- Ben Goldberg (* 1959), US-amerikanischer Klarinettist
- Bernard Goldberg (* 1945), US-amerikanischer Journalist und Autor
- Bertrand Goldberg (1913–1997), US-amerikanischer Architekt
- Bill Goldberg (* 1966), US-amerikanischer Wrestler

### C
- Carin Goldberg  (1953–2023), US-amerikanische Grafikdesignerin

### D
- Dana Goldberg (Filmregisseurin) (* 1979), israelische Filmregisseurin und Drehbuchautorin
- Dana Goldberg (Filmproduzentin), US-amerikanische Filmproduzentin
- Daniel Goldberg (Filmproduzent) (1948/49–2023), kanadischer Filmproduzent, Drehbuchautor und Regisseur
- Daniel Goldberg (Politiker) (* 1965), französischer Politiker
- Dave Goldberg (1967–2015), US-amerikanischer Unternehmer
- David Goldberg (Rabbiner) (* 1948), israelisch-deutscher Rabbiner und Mohel
- David Bruce Goldberg (1967–2015), amerikanischer Medienunternehmer und Manager, siehe Dave Goldberg
- David E. Goldberg (* 1953), US-amerikanischer Informatiker
- David Theo Goldberg (* 1952), südafrikanischer Philosoph
- Denis Goldberg (1933–2020), südafrikanischer Bürgerrechtler

### E
- Elaine Goldberg (* 1996), deutsche Schauspielerin
- Emanuel Goldberg (1881–1970), israelischer Photochemiker
- Erich Goldberg (1888–nach 1919), deutscher Dichter
- Ernst Goldberg (* 1935), deutscher Fotograf
- Evan Goldberg (* 1982), kanadischer Drehbuchautor und Filmproduzent

### F
- Felix Goldberg (* 1990), deutscher Sozialwissenschaftler
- Frank Owen Goldberg, eigentlicher Name von Frank Gehry (* 1929), kanadisch-US-amerikanischer Architekt und Designer

### G
- Gary David Goldberg (1944–2013), US-amerikanischer Filmproduzent, Drehbuchautor und Regisseur
- Georg Goldberg (1830–1894), deutscher Kupfer- und Stahlstecher
- Gidon Goldberg (* 1946), israelischer Fußballspieler
- Gisela Goldberg (1933–2018), deutsche Kunsthistorikerin
- Gustav Adolf Goldberg (1848–1911), deutscher Maler

### H
- Heinrich Goldberg (Heimatdichter) (1875–1958), deutscher Heimatdichter und Naturheilkundler
- Heinrich Goldberg (1880–1933), deutscher Anarchist, siehe Filareto Kavernido
- Heinz Goldberg (Drehbuchautor) (1891–1969), deutscher Theaterregisseur und Drehbuchautor
- Heinz Goldberg (Übersetzer) (1910–1971), deutscher Übersetzer
- Henryk Goldberg (* 1949), deutscher Journalist
- Herman Goldberg (1915–1997), US-amerikanischer Baseballspieler
- Hersh Goldberg-Polin (2000–2024), Teilnehmer des Nova-Musikfestivals
- Howard Goldberg (* 1948), US-amerikanischer Regisseur, Drehbuchautor und Produzent

### I
- Iddo Goldberg (* 1975), britisch-israelischer Schauspieler
- Irma Goldberg (1871–?), russisch-schweizerische Chemikerin
- Isaac Goldberg (1887–1938), US-amerikanischer Schriftsteller
- Isaak Grigorjewitsch Goldberg (1884–1938), russisch-sowjetischer Schriftsteller und politischer Aktivist
- Itche Goldberg (1904–2006), US-amerikanischer Schriftsteller und Kulturwissenschaftler

### J
- Jackie Goldberg (* 1944), US-amerikanische Politikerin
- Jacob Goldberg (1924–2011), israelischer Historiker
- Jacques Goldberg (1861–1934), deutscher Musiker, Schauspieler und Regisseur
- Jake Goldberg (* 1996), US-amerikanischer Schauspieler
- Jared Goldberg (* 1991), US-amerikanischer Skirennläufer
- Jeffrey Goldberg (* 1965), US-amerikanischer Journalist und Autor
- Joachim Goldberg (* 1956), deutscher Finanzmarktanalyst
- Joe Goldberg (1932–2009), US-amerikanischer Musikjournalist und Autor
- Johann Gottlieb Goldberg (1727–1756), deutscher Cembalist und Organist
- Jonah Goldberg (* 1969), US-amerikanischer Publizist
- Jörg Goldberg (* 1943), deutscher Ökonom
- Joseph Heinrich Goldberg (1880–1933), deutscher Anarchist, siehe Filareto Kavernido
- Joshua Ryne Goldberg (* 1995), US-amerikanischer Netzaktivist
- Judith Goldberg (* 1985), deutsche Schauspielerin
- Julia Goldberg (* 1986), deutsche Schauspielerin

### K
- Kaarina Goldberg (* 1956), finnische Schriftstellerin und Journalistin
- Karl Goldberg (1836–1897), böhmischer Richter und Politiker
- Klaus Goldberg (Goldy; * 1958), deutscher Pornoproduzent und -regisseur

### L
- Laurette Goldberg (1932–2005), US-amerikanische Cembalistin und Musikpädagogin
- Lea Goldberg (1911–1970), litauisch-israelische Autorin
- Lejb Goldberg (1892–1955), russisch-sowjetischer Schriftsteller, Übersetzer und Journalist
- Leo Goldberg (1913–1987), US-amerikanischer Astronom
- Leonard Goldberg (1934–2019), US-amerikanischer Filmproduzent
- Lewis Goldberg (* 1932), US-amerikanischer Psychologe
- Lisa Goldberg (* 1956), US-amerikanische Statistikerin

### M
- Martha Goldberg (1873–1938), deutsches Opfer der Reichspogromnacht
- Max Goldberg (Schauspieler) (1892–1967), Künstlername Mario Guido, deutscher Schauspieler, Regisseur, Theaterleiter und Modeschöpfer
- Max Goldberg (Musiker) (1905–1990), kanadischer Jazztrompeter
- Michael Goldberg (Maler) (1924–2007), US-amerikanischer Maler und Grafiker
- Michael Goldberg (Drehbuchautor) (1959–2014), US-amerikanischer Drehbuchautor, Regisseur und Produzent
- Michael Goldberg (Schauspieler) (* 1959), Schweizer Schauspieler
- Morris Goldberg (* 1936), südafrikanischer Jazzmusiker
- Myla Goldberg (* 1971), US-amerikanische Autorin und Musikerin

### N
- Naomi Goldberg Haas, US-amerikanische Choreographin
- Natalie Goldberg (* 1948), US-amerikanische Schriftstellerin
- Nicolás Goldberg (* 1978), Künstler, siehe Faivovich & Goldberg

### O
- Oskar Goldberg (1885–1953), deutscher Philosoph

### P
- Paul Goldberg (* 1945), US-amerikanischer Geoarchäologe und Hochschullehrer
- Philippe Goldberg (* 1979), belgischer Hockeyspieler
- Pinelopi Goldberg (* 1963), griechisch-amerikanische Ökonomin

### R
- Ray Goldberg (* 1926), US-amerikanischer Agrarökonom
- Reiner Goldberg (1939–2023), deutscher Opernsänger (Tenor)
- Robert P. Goldberg (1944/45–1994), US-amerikanischer Informatiker
- Rodrigo Goldberg (* 1971), chilenischer Fußballspieler
- Rube Goldberg (1883–1970), US-amerikanischer Cartoonist

### S
- Sarah Goldberg (Widerstandskämpferin) (1921–2003), polnisch-belgische Widerstandskämpferin
- Sarah Goldberg (1974–2014), US-amerikanische Schauspielerin, siehe Sarah Danielle Madison
- Sarah Goldberg (Schauspielerin) (* 1985), kanadische Schauspielerin
- Shon Goldberg (* 1995), israelischer Fußballspieler
- Shulamit Michaeli-Goldberg (* 1955), israelische Mikrobiologin und Hochschullehrerin
- Simson Goldberg (1855–1948), deutscher Maler und Zeichner
- Stan Goldberg (1932–2014), US-amerikanischer Comiczeichner
- Steven Goldberg (1941–2022), US-amerikanischer Soziologe
- Stu Goldberg (Stuart Wayne Goldberg; * 1954), US-amerikanischer Keyboarder und Filmkomponist
- Szymon Goldberg (1909–1993), US-amerikanischer Violinist und Dirigent

### T
- Thies Goldberg (* 1962), deutscher Politiker (CDU)
- Thorsten Goldberg (* 1960), deutscher Künstler
- Tikki Goldberg (* 1943), US-amerikanische Filmproduzentin und Produktionsmanagerin

### W
- Walter Goldberg (1924–2005), schwedischer Ökonom
- Werner Goldberg (1919–2004), deutscher Soldat und Politiker (CDU), MdA Berlin
- Whoopi Goldberg (* 1955), US-amerikanische Schauspielerin und Sängerin